# Vechte (fiume)
La Vechte è un fiume tedesco-olandese che nasce a Darfeld nel Münsterland (Germania) e sfocia a Zwolle (Paesi Bassi) nello Zwarte Water.

## Corso
La Vechte è lunga 181,7 km, di cui 64,6 percorsi in Germania e il rimanente nei Paesi Bassi, ove sfocia nello Zwarte Water.
La Vechte scorre verso ovest vicino a Schöppingen e attraversa Metelen. In Welbergen (Ochtrup) riceve le acque del Gauxbach, quindi piega in direzione nordest fino a Wettringen, raggiungendo poco dopo la Bassa Sassonia. Attraversa una pianura in parte sabbiosa Nordhorn e Neuenhaus, dove scorre il suo maggior affluente tedesco, il Dinkel. Qualche chilometro più avanti verso nordovest passa vicino a Hoogstede, quindi a Ringe ed Emlichheim. Qui la 
Wechte piega verso ovest e ha già una portata di 18 m³/s e fino al confine di stato superato un dislivello di 96 metri.
Dopo che il fiume a Laar ha tagliato il confine con i Paesi Bassi a un'altezza di nove metri s.l.m., prende il nome di Overijsselse Vecht e scorre in direzione sudovest e ovest oltre Hardenberg e Ommen verso Dalfsen. Al di sotto di Ommen scorre il suo maggior affluente alla riva sinistra, il fiume Regge, che ha una portata di oltre otto metri cubi al secondo. A nordest di Zwolle il fiume svolta verso la direzione nord dello Zwarte Water. Questo ampio corso d'acqua mantiene dopo il proprio nome, ma in effetti è un affluente dell'attualmente maggiore Wechte.

### Affluenti
- Gauxbach
- Steinfurter Aa
- Dinkel
- Lee
- Regge (NL)

## Galleria d'immagini

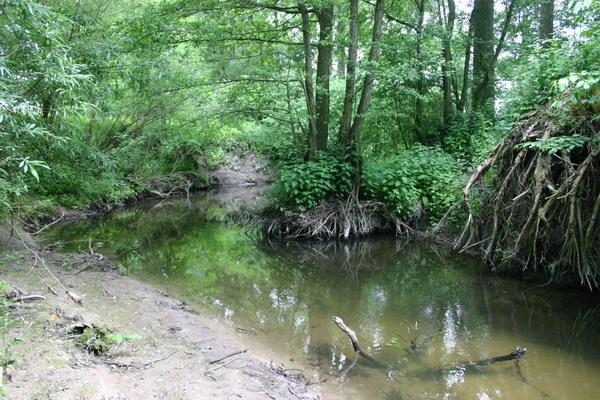
Corso superiore della Vechte
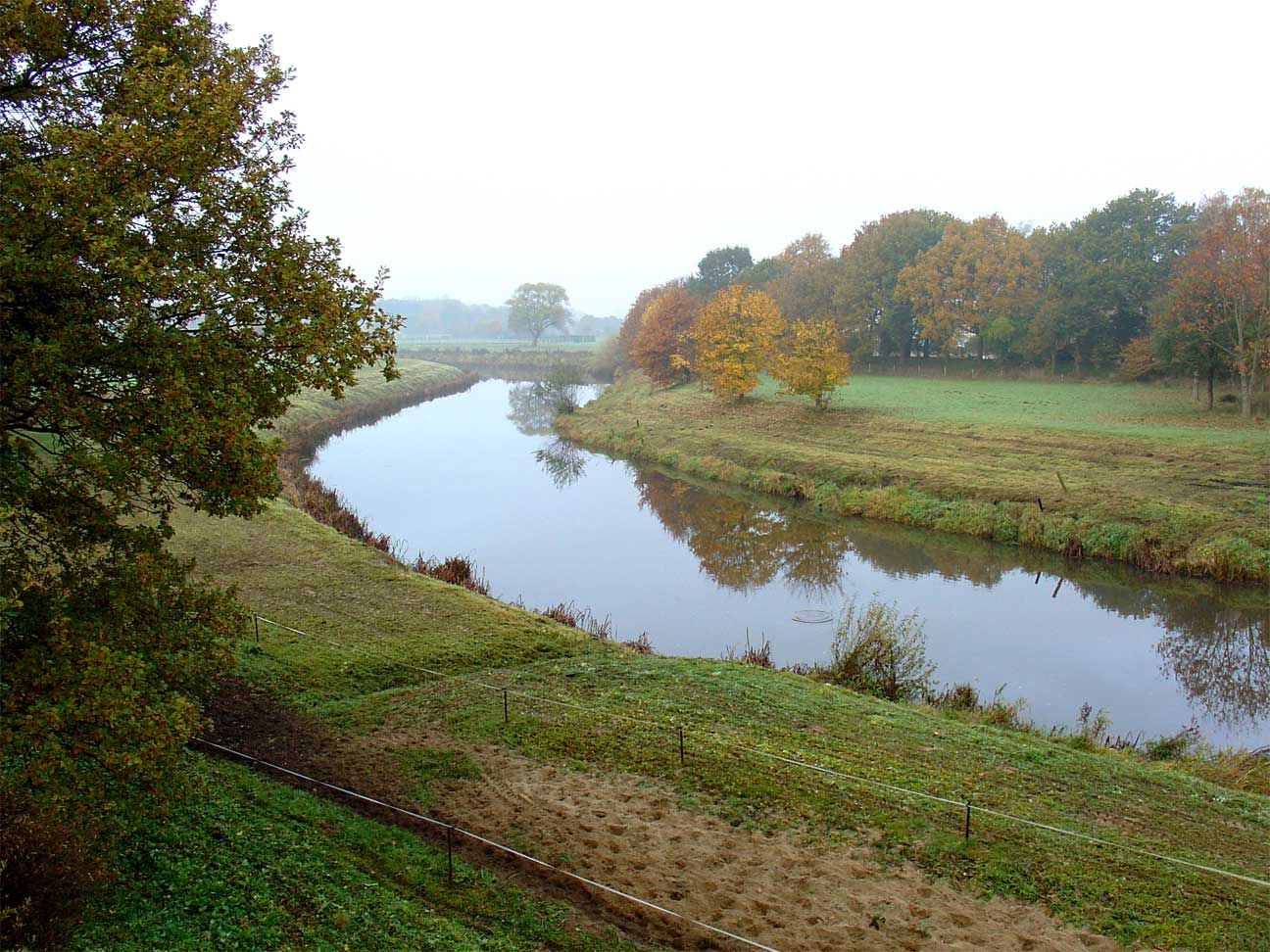
La Vechte a Emlichheim
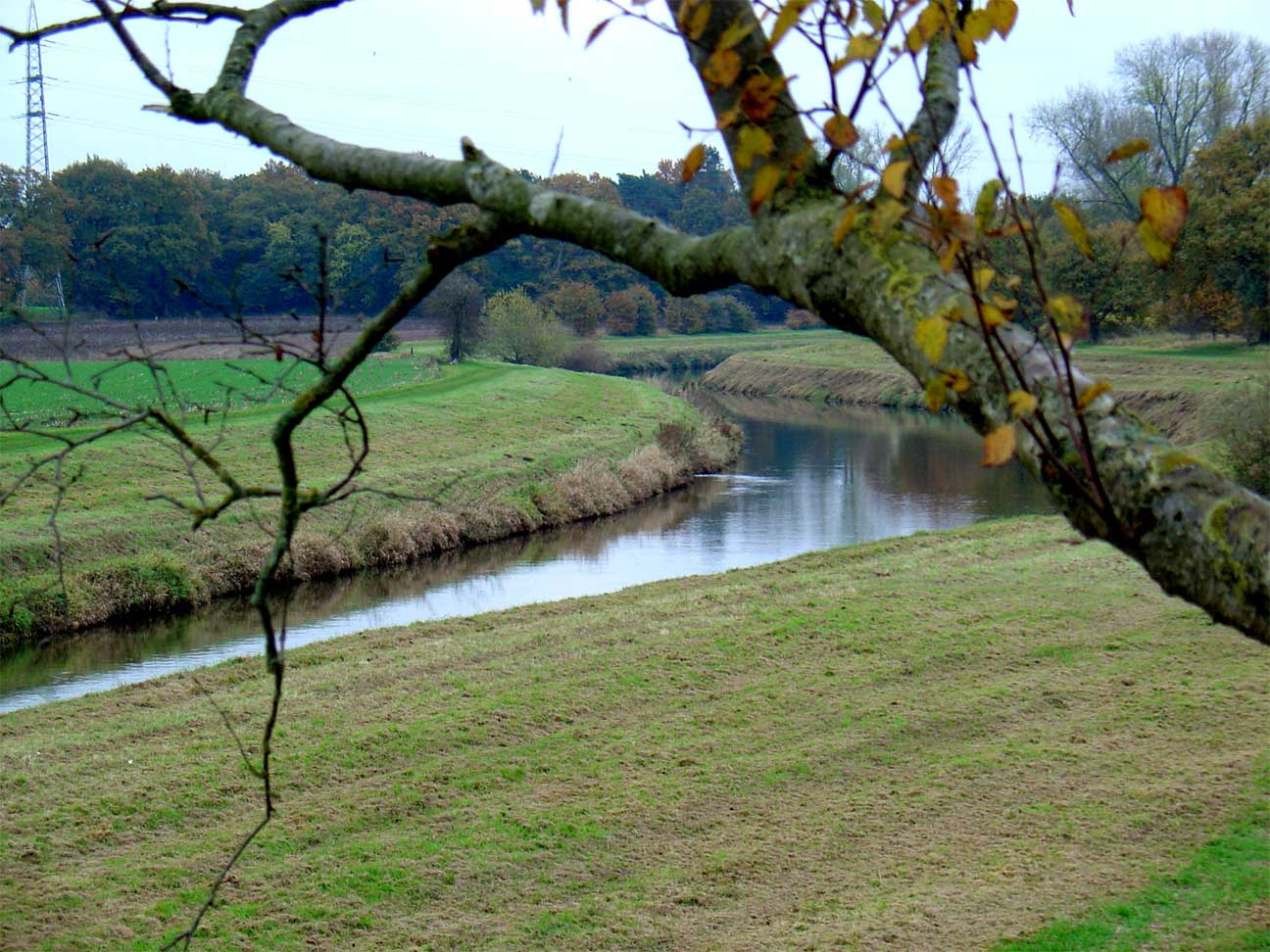
La Vechte a Hoogstede
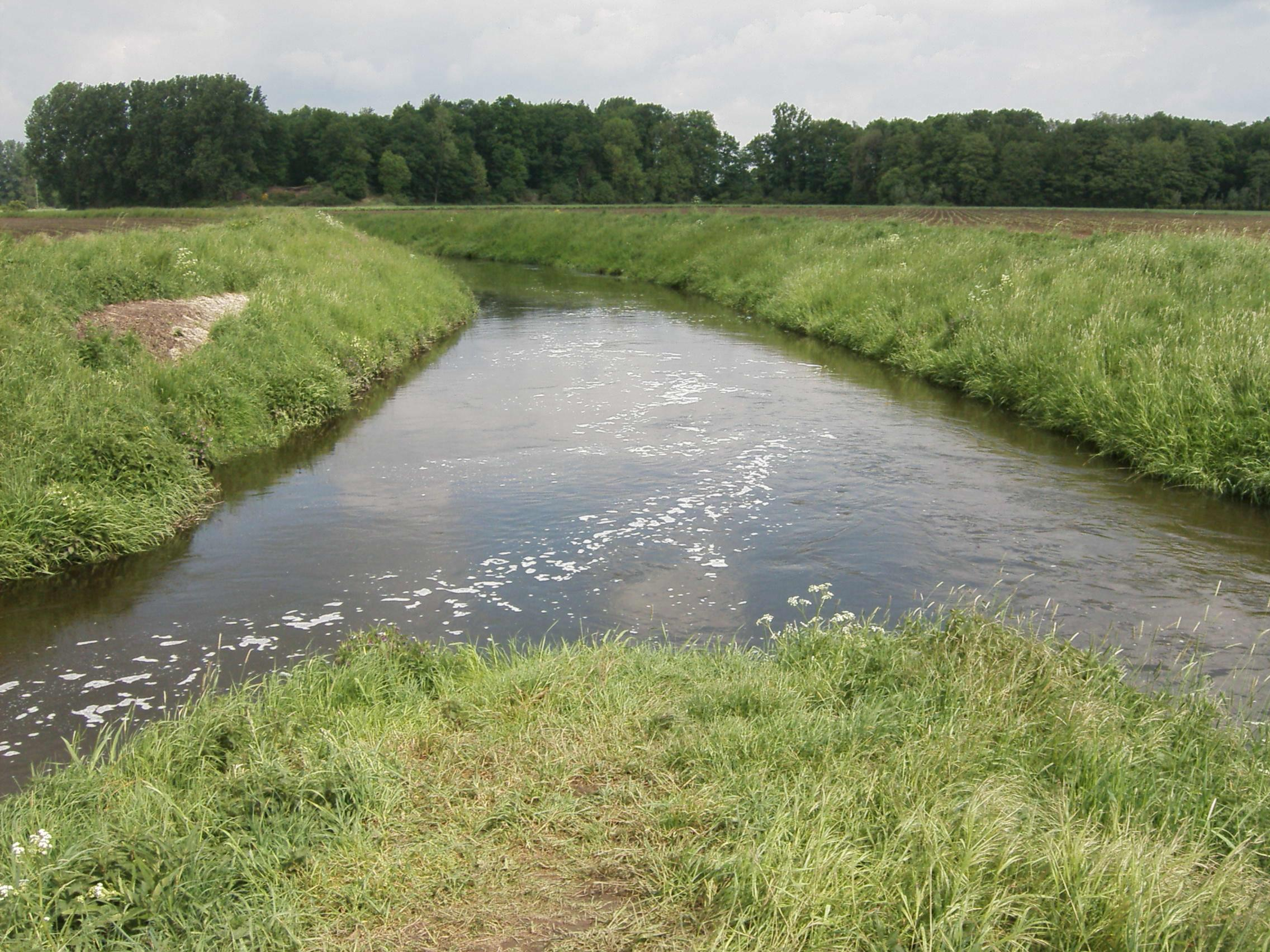
Confluenza della Steinfurter Aa (destra) nella Vechte (sinistra) a Bilk
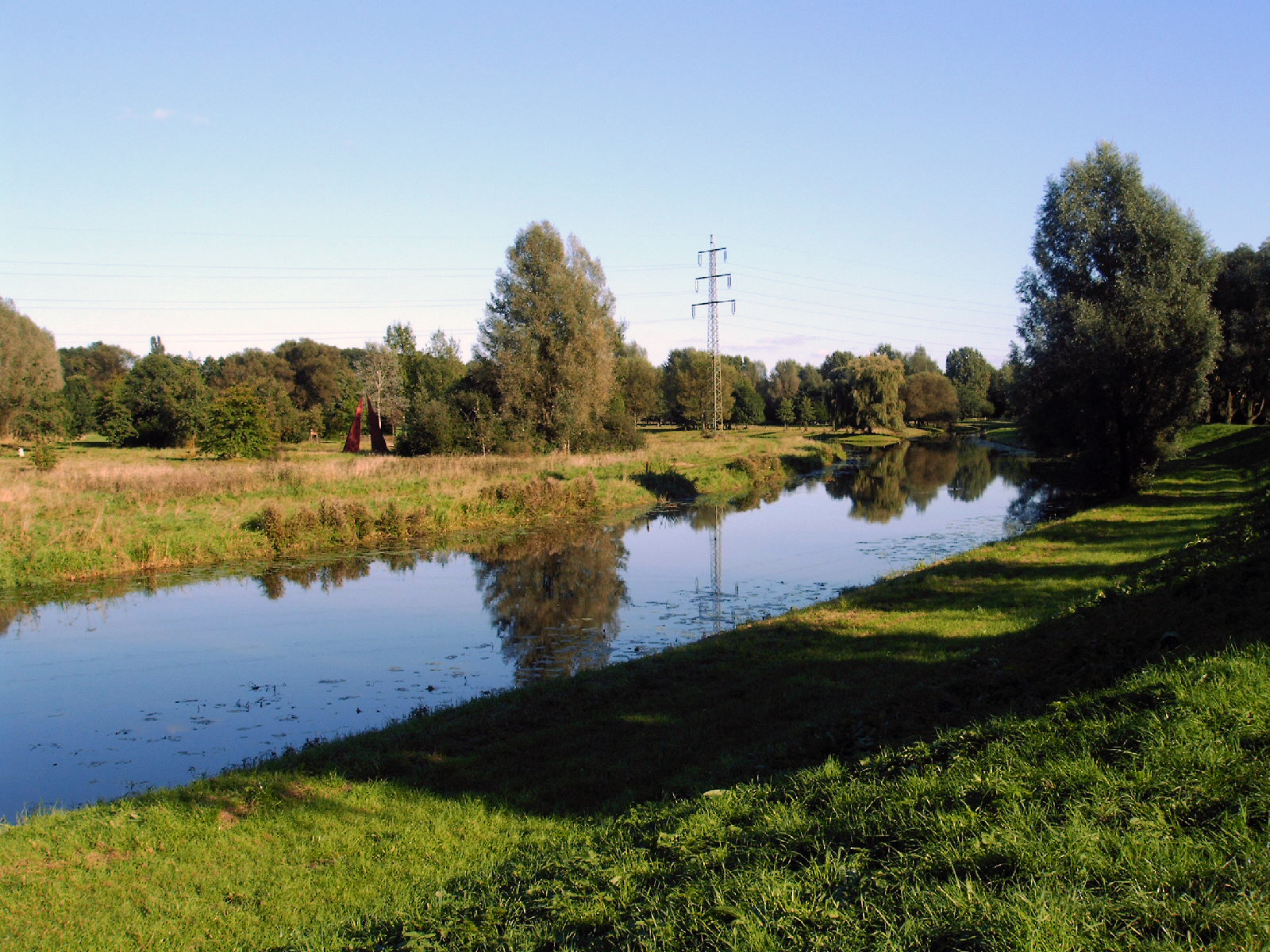
Ramo della Vechte a Schüttorf
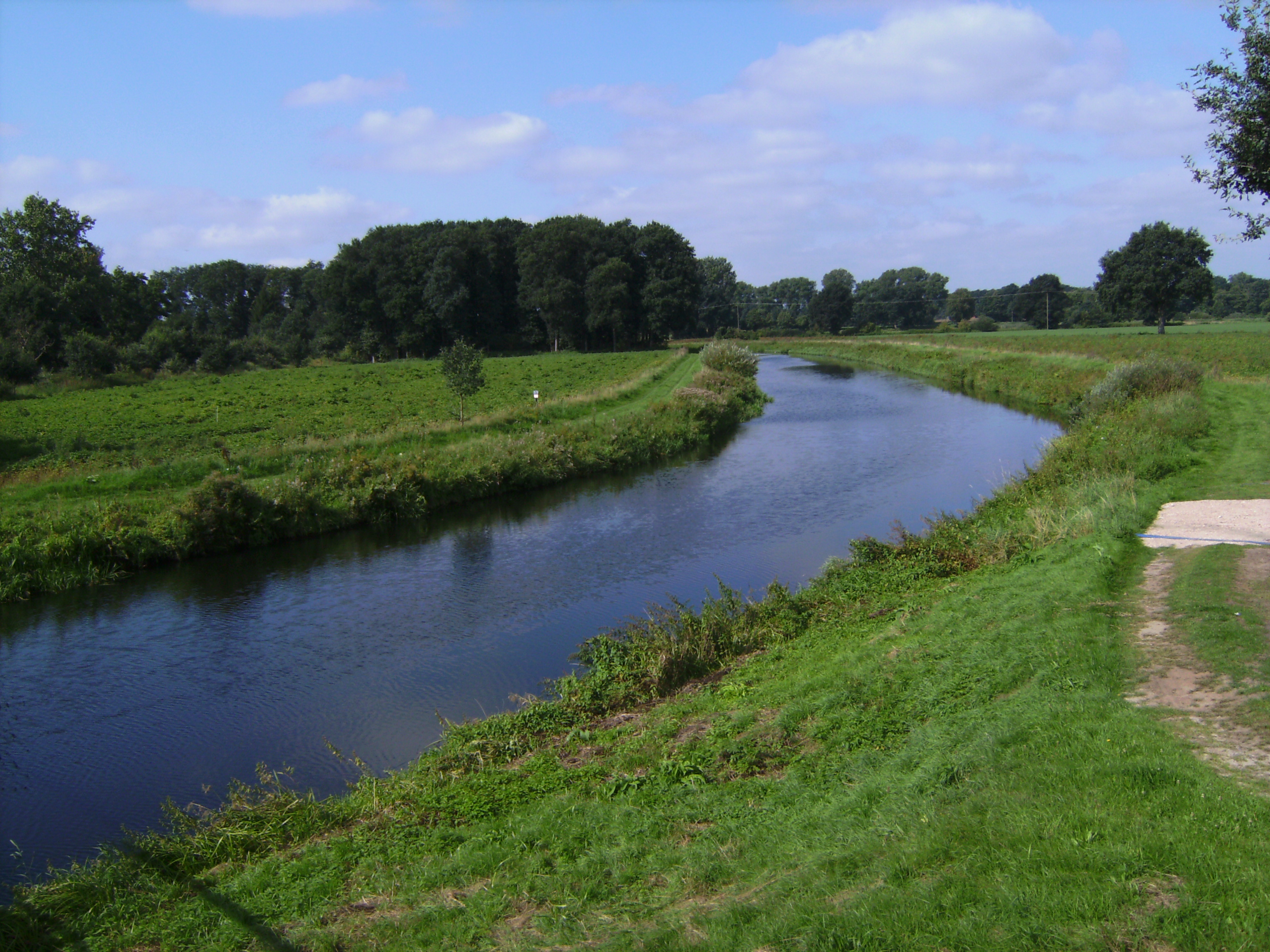
La Vechte a Neuenhaus
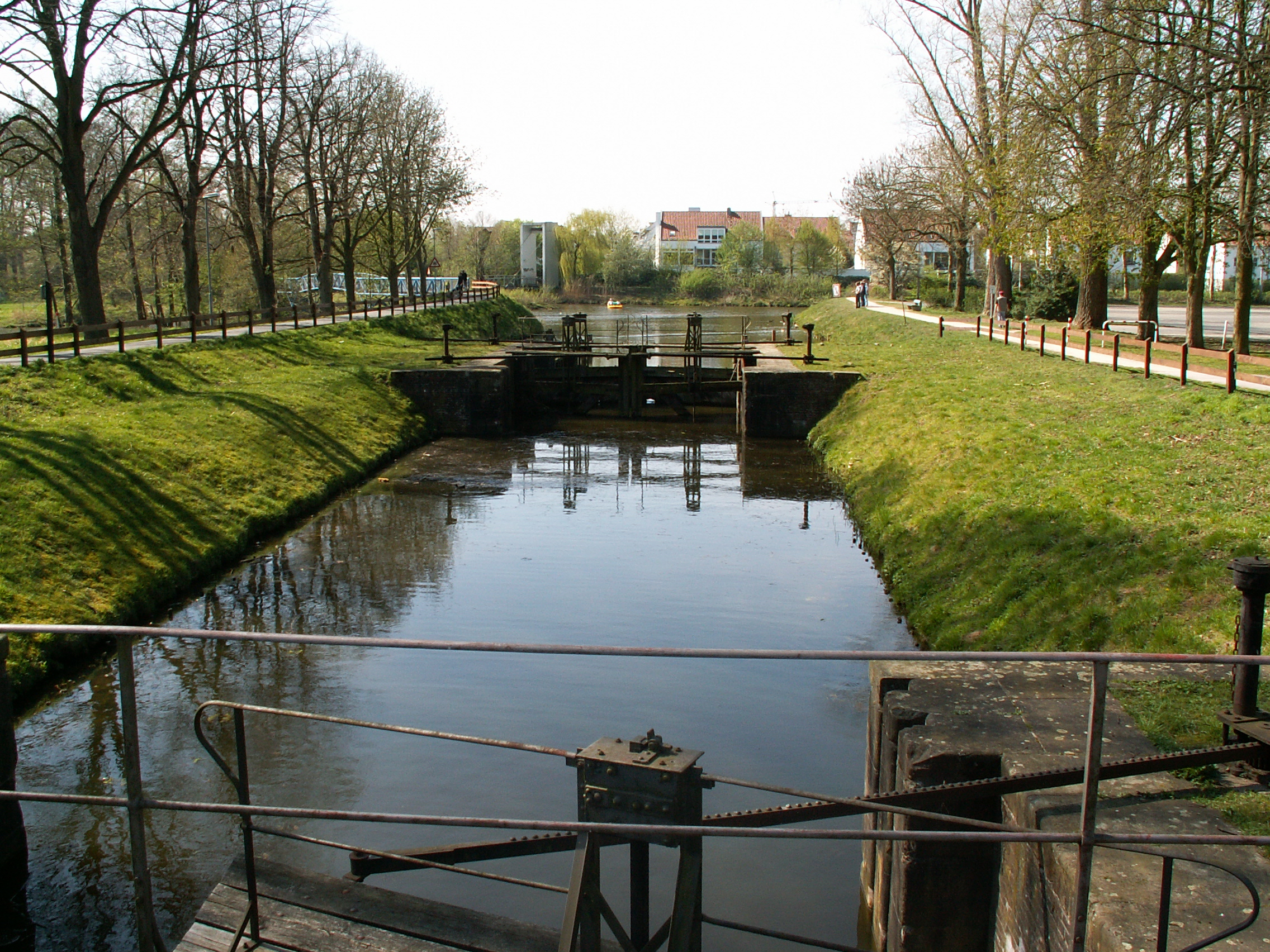
Diga di collegamento, dietro la Vechte e più avanti il canale Nordhorn-Almelo
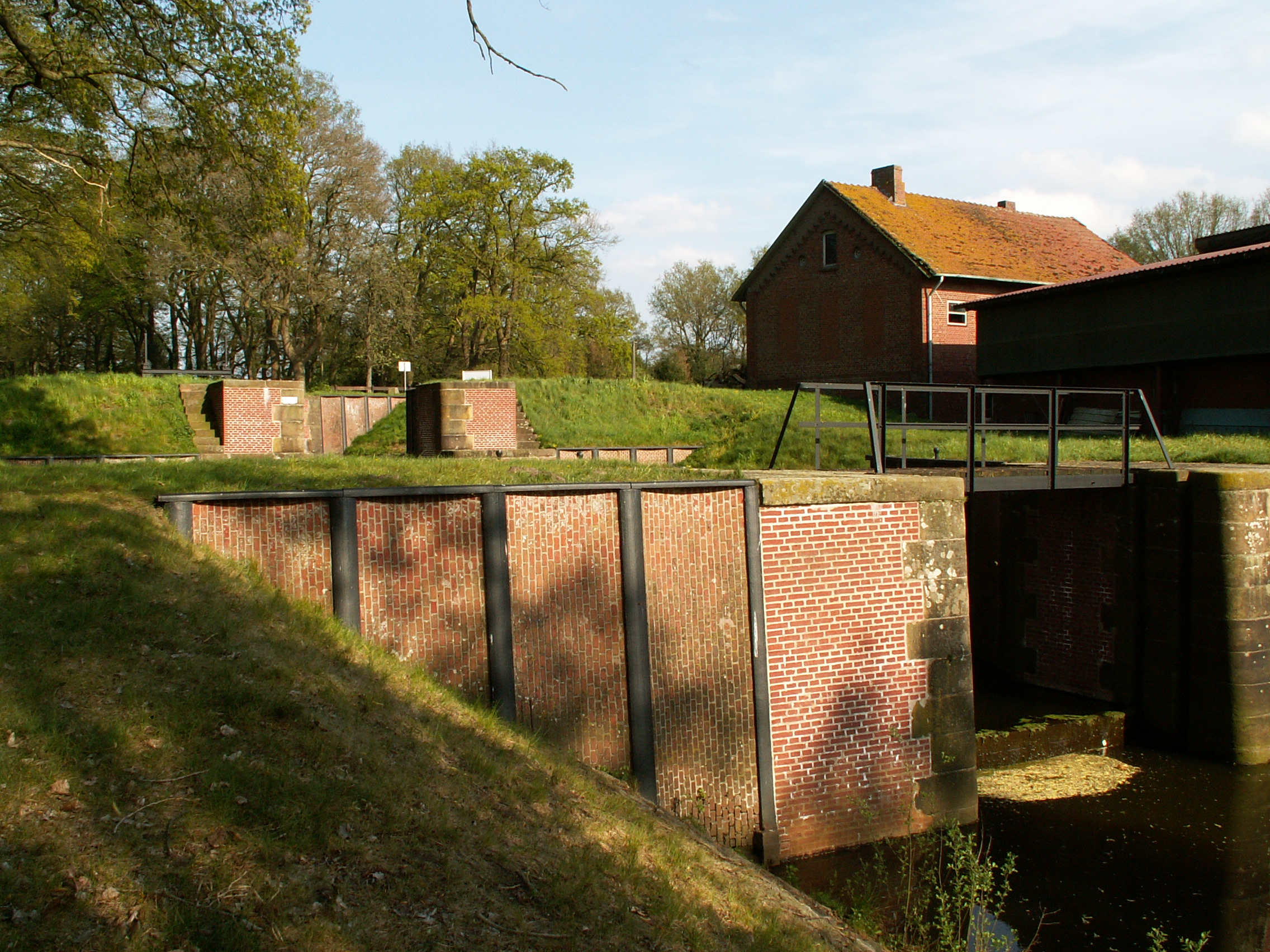
KoppelChiusa del canale Ems-Vechte sulla Vechte in Nordhorn
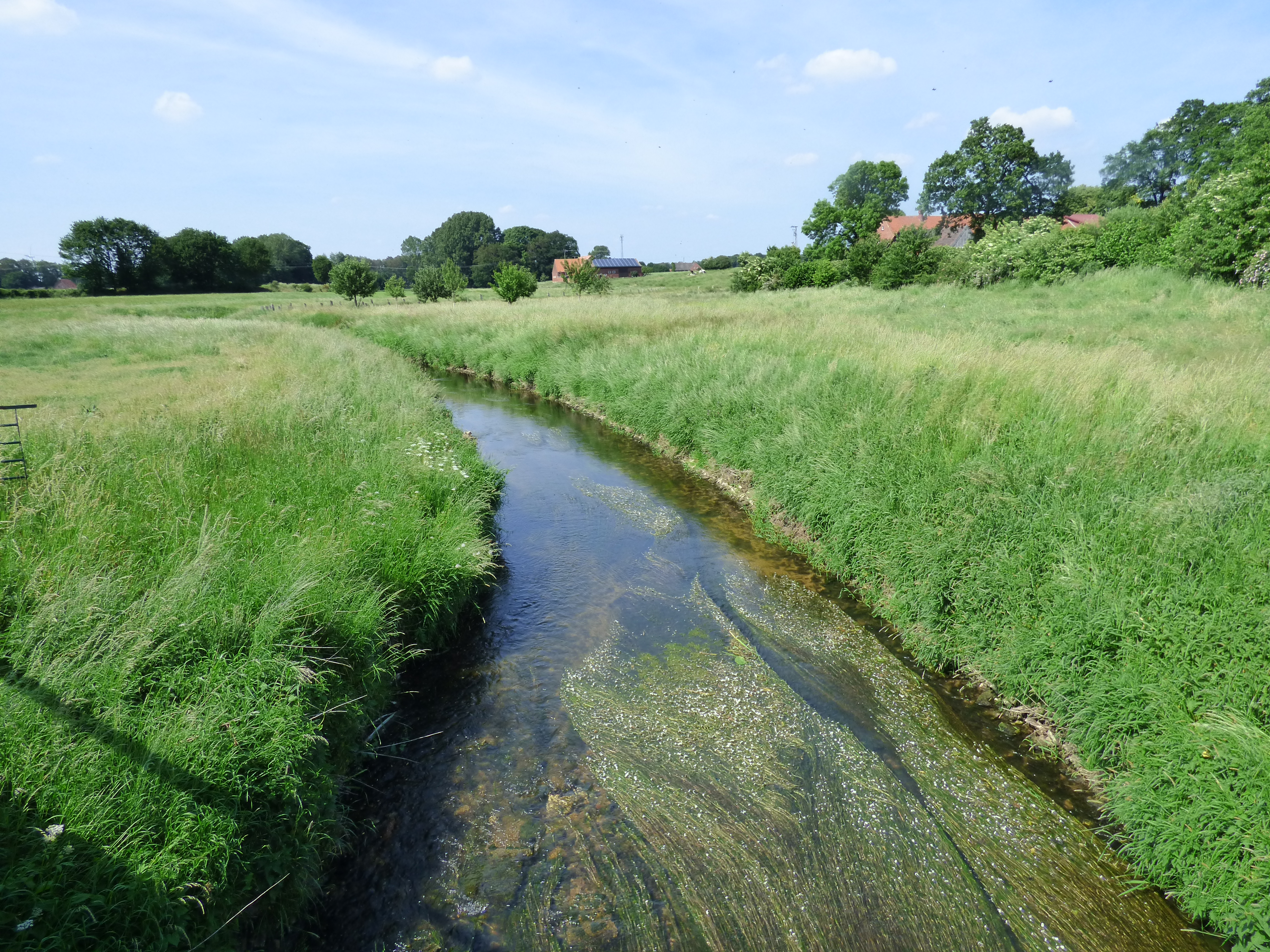
La Vechte a Wettringen